# اچ‌ام‌ای‌اس رزرو (دبلیو ۱۴۹)
اچ‌ام‌ای‌اس رزرو (دبلیو ۱۴۹) (به انگلیسی: HMAS Reserve (W 149)) یک کشتی بود که طول آن ۱۴۳ فوت (۴۴ متر) بود. این کشتی در سال ۱۹۴۲ ساخته شد.